# Zanthoxylum brisasanum
Zanthoxylum brisasanum là một loài thực vật có hoa trong họ Cửu lý hương. Loài này được (Cuatrec.) P.G. Waterman miêu tả khoa học đầu tiên năm 1975.